# St. Laurentius (Ortenburg)

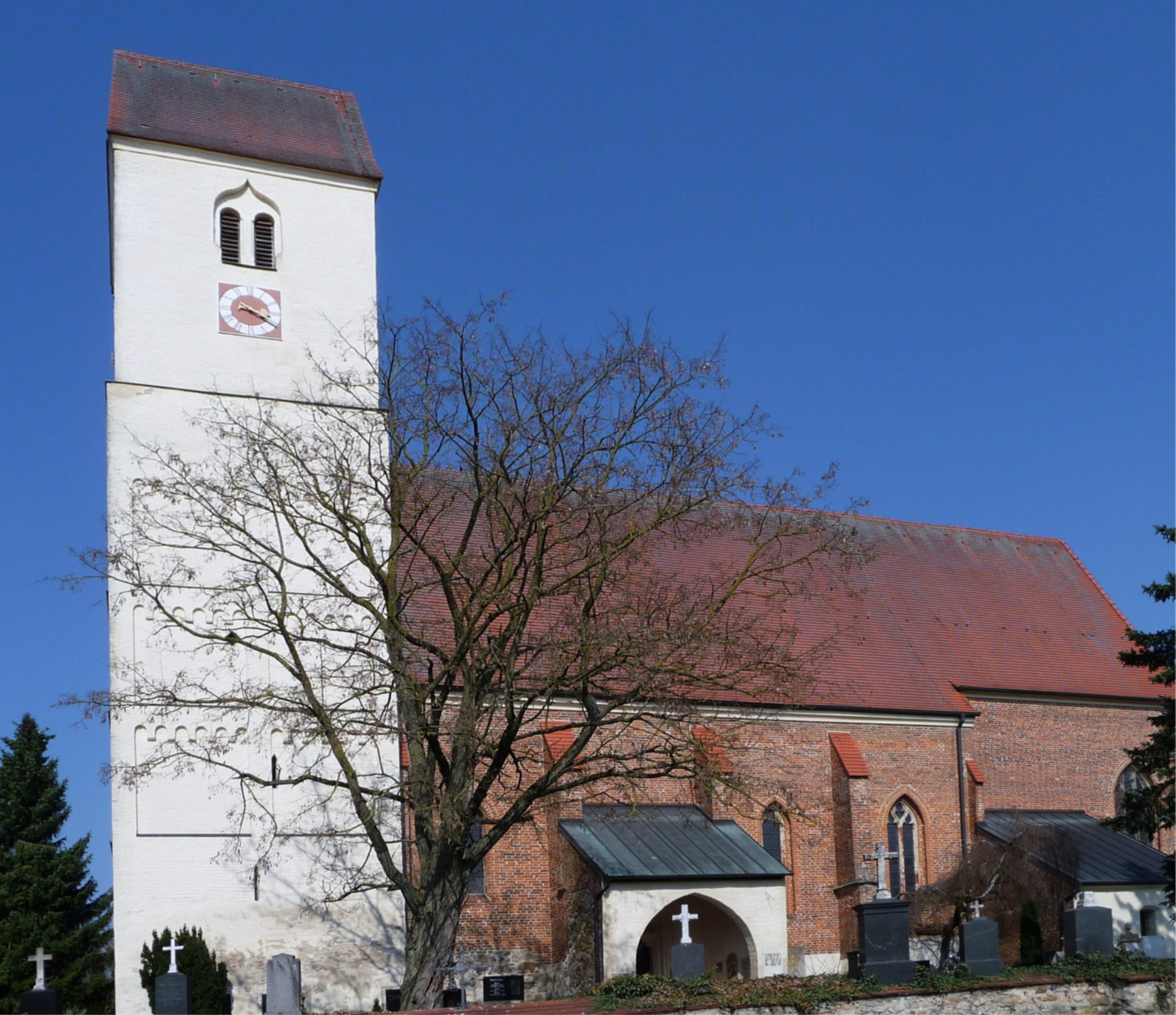
St.-Laurentius-Kirche in Steinkirchen.

St. Laurentius ist eine evangelische Kirche im kleinen Ort Steinkirchen bei Ortenburg im niederbayerischen Landkreis Passau. Sie ist bekannt für die zahlreichen historischen Grabdenkmale im Kirchenschiff sowie für den sie umgebenden evangelischen Friedhof. Heute wird St. Laurentius hauptsächlich als Friedhofskirche der Gemeinde Ortenburg verwendet, doch zählt sie zu den ältesten Kirchen im Wolfachtal. Vor Einführung der Reformation in Ortenburg war St. Laurentius eine der größten katholischen Pfarrkirchen des Passauer Raumes. Aufgrund des Mauerwerks als „die Steinkirche“ bezeichnet, soll St. Laurentius  auch namensgebend für den Ort Steinkirchen selbst gewesen sein.

## Geschichte

### Katholische Nutzung bis 1573
St. Laurentius gilt als eine der ältesten Kirchen im Wolfachtal. Eine Kirche in der Ortschaft Steinkirchen wird 1130 urkundlich erwähnt. Schon wesentlich früher, im Zeitraum zwischen 748 und 788, ist eine St.-Laurentius-Kirche in den „Traditionen des Bistums Passau“ genannt. Der Historiker Max Heuwieser ging davon aus, dass es sich bei jener St.-Laurentius-Kirche um eine Eigenkirche des Passauer Domstifts gehandelt haben muss und kam zum Ergebnis, dass dies die Kirche in Steinkirchen war. Heuwieser rechnete der Kirche in Steinkirchen auch eine verwaltungstechnische Aufgabe für die Passauer Besitzungen in der Gegend zu. Letztere Vermutung ist durchaus zulässig, da es später dort das Amt eines Verwalters gab.
Der Name „Steinkirche“ kam bereits früh auf, wohl wegen ihrer Bauart aus Stein. Die St.-Laurentius-Kirche stand damit im Gegensatz zu anderen Kirchen in der Gegend, die noch aus Holz gebaut waren. Daher nimmt man an, dass sie diesen Beinamen nicht von ihren Stiftern erhielt, sondern von Neuansiedlern, denen diese Eigenschaft auffiel.
Die erste gesicherte Nennung eines Pfarrers in Steinkirchen ist am 12. Februar 1241 im Testament Heinrichs I. von Ortenburg, in dem zwei Priester aus Steinkirchen als Zeugen angeführt werden. Lange Zeit wurde angenommen, die Hoheit der Reichsgrafen von Ortenburg über St. Laurentius gehe auf den Anfang des 16. Jahrhunderts zurück, als Graf Georg III. von Ortenburg in Steinkirchen als Pfarrer aufscheint. Jedoch stellte sich heraus, dass dies bereits wesentlich früher der Fall war. 1404 hatte Graf Georg I. von Neu-Ortenburg in einem Öffnungsvertrag mit den bayerischen Herzögen auch seine Vogtei zu Steinkirchen erwähnt. Somit war St. Laurentius bereits zu dieser Zeit im Besitz der Grafen.
Zu ihrer Zeit als Pfarrkirche hatte St. Laurentius zahlreiche Filialkirchen und -kapellen in der nahen und ferneren Umgebung. Unter anderem gab es Filialkirchen in Ortenburg (die heutige  Marktkirche), Holzkirchen, Sandbach, Rainding, Sammarei, Unteriglbach, Söldenau und Ortenburg. Ebenso betreute sie die Kapellen der gräflichen Schlösser Neu-Ortenburg und Söldenau.
Der heutige Kirchenbau stammt aus der zweiten Hälfte des 15. Jahrhunderts und wurde 1478  konsekriert. 40 Jahre später wurde an der Ostseite von St. Laurentius eine kleine Kapelle, ein sogenannter Karner errichtet. Diese wurde am 1. Juni 1518 von Weihbischof Bernhard von Passau geweiht. Sie ist noch 1625 auf einem Aquarell des Grafen Friedrich Casimir zu finden, wurde jedoch später abgerissen (heute befinden sich an dieser Stelle Gräber des Friedhofs). 1505 wurde eine Armenseelenbruderschaft eingerichtet. In der Zeit unmittelbar vor Einführung der Reformation durch Joachim von Ortenburg wurde die Messe in St. Laurentius durch Mönche des Klosters St. Salvator gelesen.

### Evangelische Nutzung ab 1573
Nach der Bestätigung der Reichsunmittelbarkeit der Grafschaft ließ der regierende Graf Joachim die Filialkirche „Zu unseren lieben Frauen“ vor dem Markt Ortenburg zur evangelischen Kirche umgestalten. Dort fand am 24. Mai 1573 der erste öffentliche evangelische Gemeindegottesdienst statt. Einen Tag später ließ der Graf die St.-Laurentius-Kirche sperren, sodass die Mönche von St. Salvator dort nicht mehr die Messe lesen konnten, und alle kirchlichen Geräte und Kleider entfernen, zudem wurden die Malereien übertüncht.
Zwischen 1703 und 1706 wurden die zweitgrößten Glocken von St. Laurentius im Zuge der Neugestaltung der Marktkirche durch Gräfin Amalia Regina nach Ortenburg gebracht.
1751 wurde der Spitzturm von St. Laurentius wegen Baufälligkeit abgetragen und durch ein Notdach ersetzt. 1821 wurde dieses durch das heute noch vorhandene Zeltdach ersetzt.
Im Jahre 1873 wurde im Kirchenschiff das Pflaster neu verlegt, dabei wurden zahlreiche Epitaphe des Mittelganges in die Kirchenwände eingelassen.
Im Jahre 1921 wurden einige der alten Kirchenbemalungen, die unter Joachim von Ortenburg übertüncht worden waren, unter dem Putz wieder freigelegt.
Im Jahre 1939 begann die umfangreiche Renovierung der St.-Laurentius-Kirche. Diese lieferte unter anderem Belege für Beerdigungen im Schiff und im Chor der Kirche. Die letzten Epitaphe wurden aus dem Mittelgang entfernt und in die Kirchenwände eingelassen. Darauf wurde der Kirchenboden wurde neu verlegt, der Altar und die Sakristei wurden restauriert. Auch wurden weitere Fresken freigelegt. Die Arbeiten zogen sich aufgrund des Zweiten Weltkrieges über mehrere Jahre hin.
Im Jahre 1948 wurde auf dem „Hamburger Glockenfriedhof“ eine abgegebene Glocke, die kleine Seiser-Glocke, aus dem Jahre 1601 wiederentdeckt und wieder in der Kirche angebracht.
1955 musste der Turm zum Schutz des Mauerwerks verputzt werden. 30 Jahre später fand eine umfangreiche Renovierung der Kirche und des Turmes statt. Zahlreiche Steine des Schiffes wurden neu eingearbeitet.

## Beschreibung

### Bauwerk
Der heutige Kirchenbau geht wohl auf das Jahr 1474 zurück. Dies geht aus einer Inschrifttafel im Kirchenschiff hervor. Darin wird als Bauherr ein „T M“ erwähnt. Bei diesem handelte es sich wohl um den zu jener Zeit anerkannten Baumeister Thomas M. von Braunau. Dieser errichtete im selben Zeitraum auch andere Kirchen in Grongörgen, Gergweis, Oberuttlau, Wolfakirchen und Dietersburg. Am 19. Mai 1478 wurde die Kirche durch Weihbischof Albert von Passau geweiht. Für die Zeit vor 1474 geht man bei St. Laurentius von einer kleineren romanischen Kirche an derselben Stelle aus. Von dieser sind heute noch die vier Untergeschosse des Turmes vorhanden. Dieser hat einen quadratischen Grundriss mit einer Mauerstärke von 1,80 m. Bis in etwa zehn Meter Höhe besteht dieser noch aus Granitbruchsteinen, anschließend wurden Ziegelsteine verwendet.
Das Kirchenschiff selbst ist ein spätgotischer Gewölbebau und somit eine einschiffige Hallenkirche. Es ist nur an den Kirchturm angelehnt, was durch die Bruchkante hinter der Orgelempore erkennbar wird. Der Turm steht somit frei vom Kirchenschiff. Im Schiff ist außer der ursprünglichen Westempore aus Stein keine weitere Empore angebracht.

### Ausstattung

#### Altar
Der heutige Altar ist seit 1946 eine Leihgabe des Bayerischen Nationalmuseums. Er zeigt im Altarbild die Anbetung der Hl. Drei Könige und ist wohl um 1450/60 entstanden. Auf den Seitenflügeln des Altars sind die Pestheiligen Rochus und Sebastian dargestellt. Der Altar passt sich somit gut in das Gesamtbild der Kirche ein.
Das frühere Altarbild der Kreuzabnahme ist heute in der Ortenburger Schlosskapelle.

#### Kanzel
Die Kanzel befindet sich rechts am Chorbogen. Die Bilder wurden erst 1966 wieder freigelegt und stellen eine Predigt über das Gottvertrauen dar. Die Kanzel und die Bilder stammen aus dem 18. Jahrhundert. An ihr lässt sich deutlich der Wandel der Kirche seit dem Rechteverlust im Jahre 1573 erkennen, dass sie lediglich noch als Begräbniskirche verwendet wurde.

#### Orgel
1902 erhielt St. Laurentius eine neue Orgel. Es handelte sich dabei um die alte Orgel aus der Marktkirche, die wohl noch aus Zeiten der Gräfin Amalia Regina stammte. Während für die Marktkirche für 5000 Mark eine neue Orgel angeschafft wurde, überholte man die alte und brachte sie nach Steinkirchen. Es ist eine der fünf ältesten noch bespielbaren Kirchenorgeln in Niederbayern.

#### Grabdenkmäler
30 Grabdenkmäler schmücken die Kirchenwände von St. Laurentius. Früher lagen diese im Mittelgang der Kirche, erst 1873 und 1939 wurden diese in die Seitenwände eingelassen.
Im Gegensatz zur Marktkirche sind hier jedoch nicht Familienmitglieder der Grafen von Ortenburg vertreten, sondern zahlreiche Bürger, aber auch bayerische Adelige unterschiedlicher Herkunft.
Die Epitaphe lassen sich in vier Gruppen einteilen:
- Verstorbene aus Ortenburgs nächster Umgebung
- Dienstleute und Beamte der Grafen von Ortenburg
- Passauer Bürger aus dem 16. Jahrhundert
- bayerische Adelige

An dieser Stelle seien nun die wichtigsten erwähnt, die Adeligen aus Bayern.
Zwei Epitaphe erinnern an Mitglieder des Geschlechtes Schwartzenstein, ersteres an Hippolyt von Schwartzenstein zu Katzenberg († 1587), letzteres an Hans Wolf von Schwarzenstein zu Fürstenstein und Engelburg († 1599). Dieser war der letzte seines Stammes und war verheiratet mit Martha von Maxelrein, Freiin zu Waldeck. Auch der nahe Verwandte dieser beiden, Burkhard von Taufkirchen zu Guttenberg auf Clebing und Katzenberg († 1600) ist mit einem Epitaph vertreten. Dieser war verheiratet mit Maria von Tannberg zu Aurolzmünster und Maria Elisabeth von Schwartzenstein zu Fürstenstein. Die Familie der Taufkirchener beerbte die Schwartzensteiner. Das letzte Epitaph, zu dem auch ein Totenschild im Kirchenschiff gehört, ist Bartholomäus Khevenhiller (* 25. Juli 1625; † 28. Juni 1678), Freiherr zu Aichelberg auf Lands-Cron und Wernberg, Erbherr auf Hochen Osterwitz und Carlsberg, Erblandt. Dieser hat keinen Bezug zu Steinkirchen bzw. Adel aus dem bayerischen Umland. Er nimmt somit eine Sonderstellung in St. Laurentius ein. Er war Kärntner Adeliger und starb wohl auf der Reise per Schiff auf der Donau zum Immerwährenden Reichstag in Regensburg. St. Laurentius war jedoch der einzige evangelische Friedhof in der Nähe, wo er begraben werden konnte.
Am Zeitraum der Epitaphe aus der zweiten Hälfte des 16. Jahrhunderts lässt sich erkennen, dass sich evangelische Adelige auf Druck der Gegenreformation in Bayern nicht mehr in ihren angestammten Erbbegräbnissen bestatten lassen konnten. Ebenso auffällig ist die Nähe der Adelsfamilien zum Ortenburger Grafenhaus, so waren die Herren von Schwartzenstein und Maxelrein mit dem Grafen Joachim in der sogenannten Bayerischen Adelsverschwörung mit angeklagt.

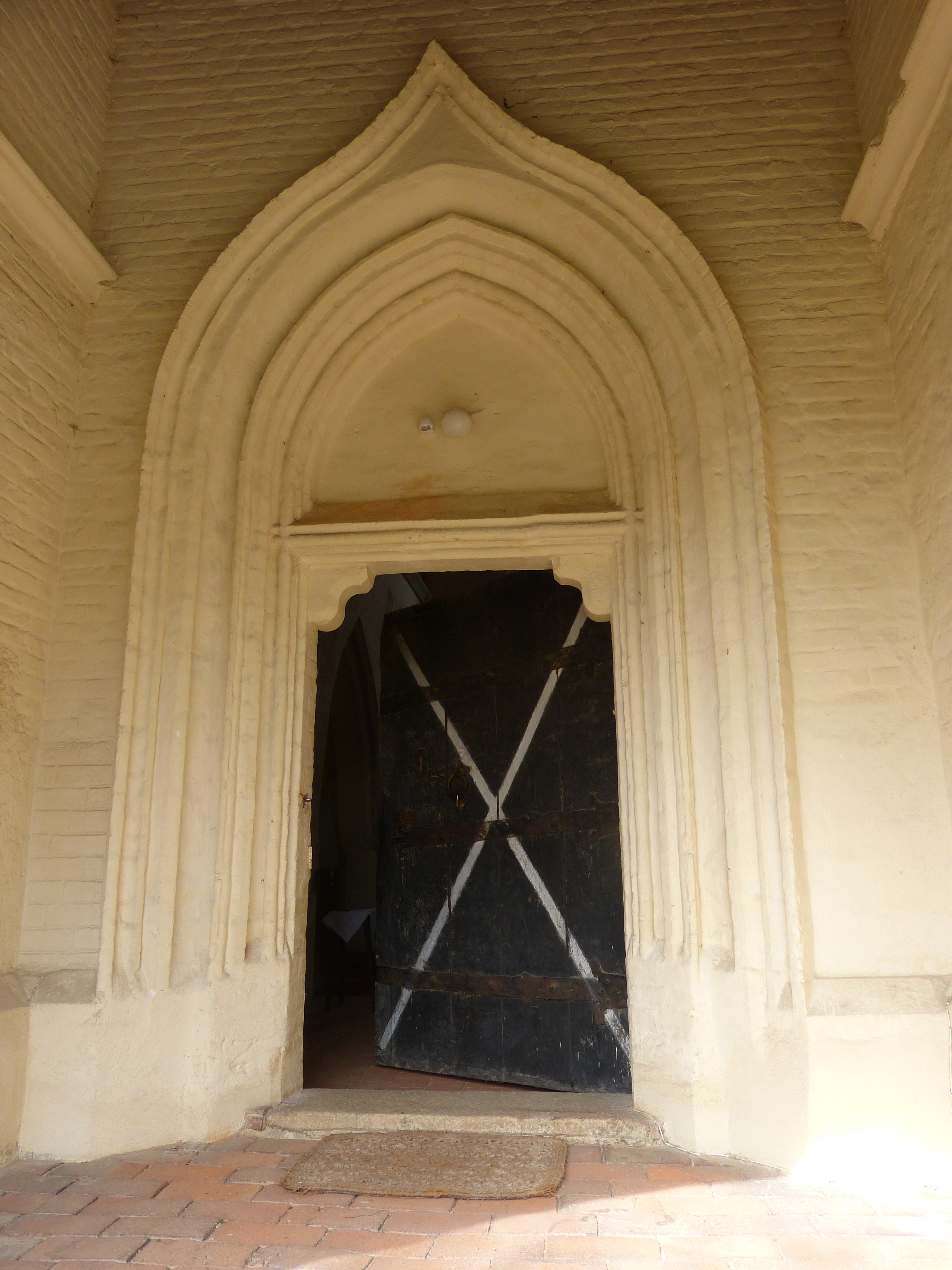
Das Portal der Kirche.
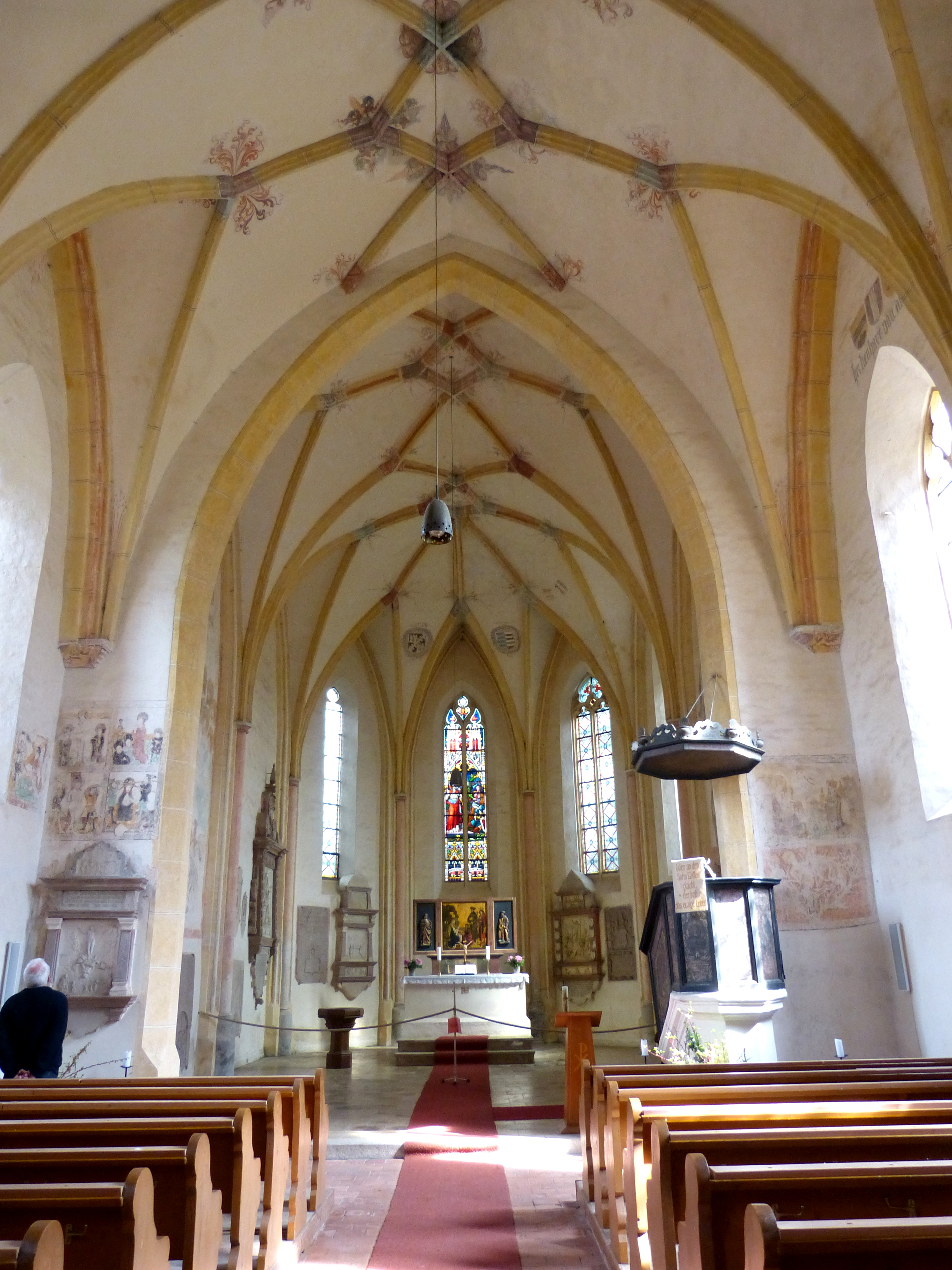
Blick in das Kirchenschiff.
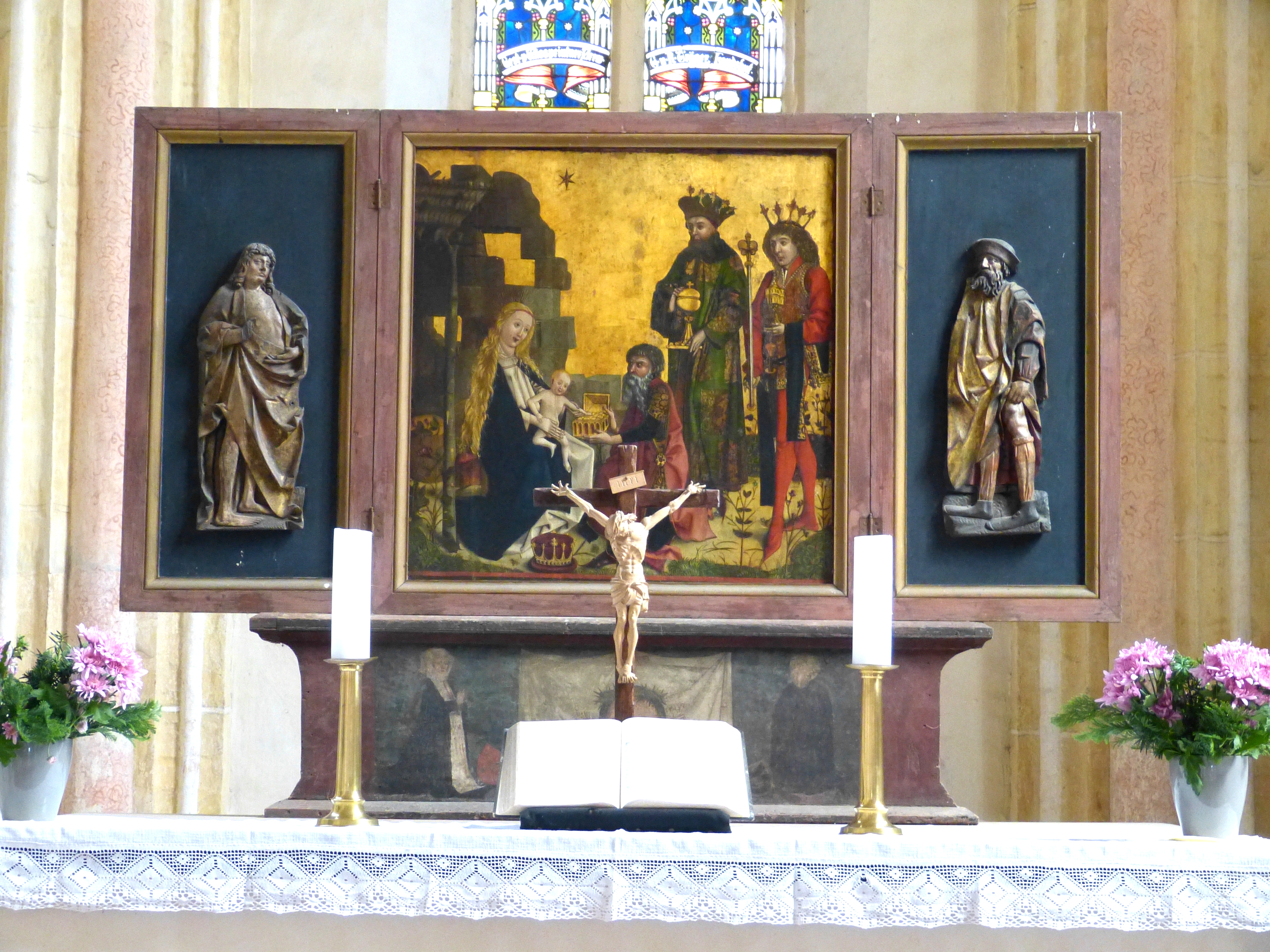
Der gotische Altar mit dem zentralen Bild der Anbetung der Könige.
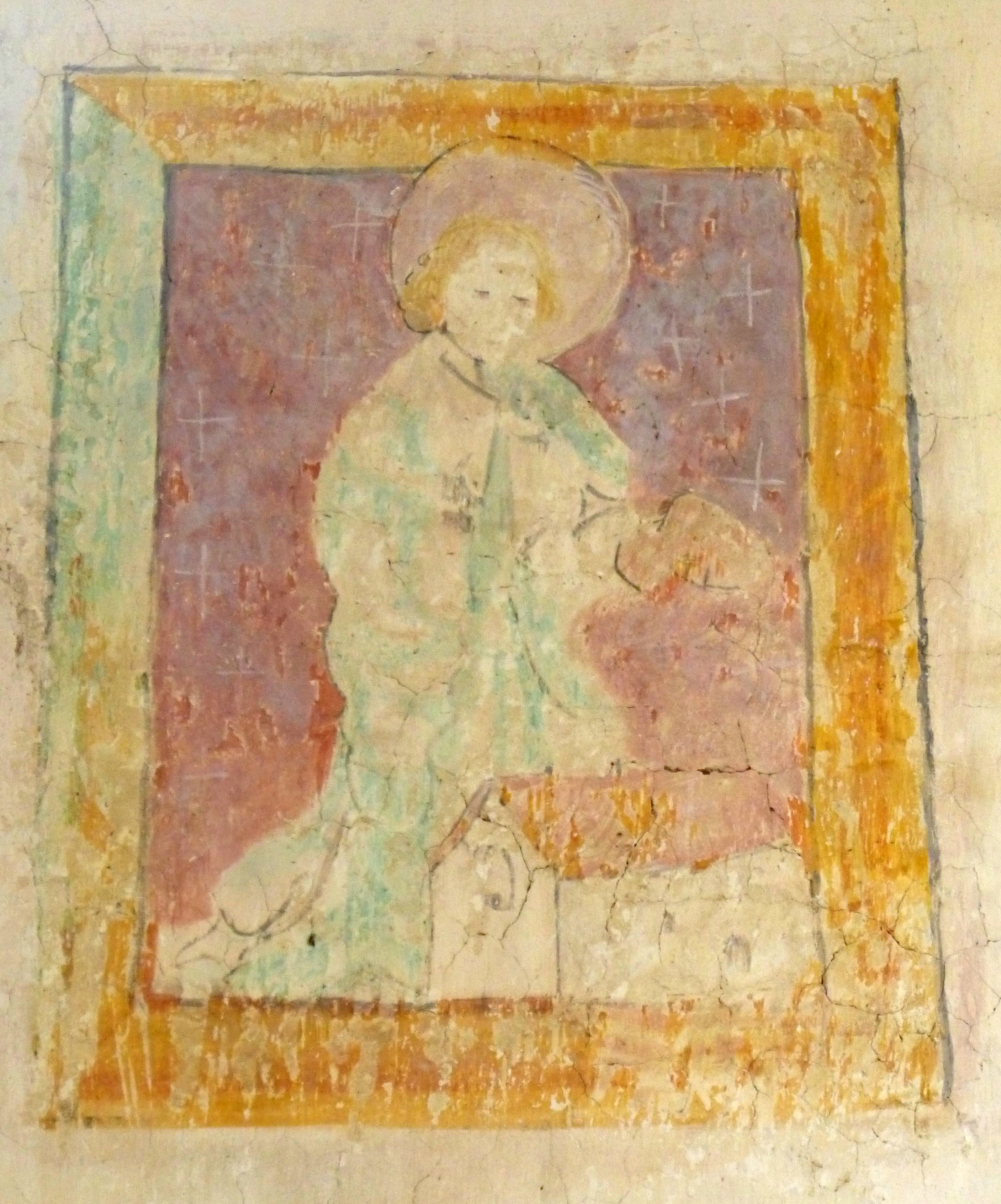
Die älteste Darstellung des heiligen Florian im Wolfachtal.

## Friedhof
Der die Kirche umgebende Friedhof dient seit jener Zeit, in der St. Laurentius eine katholische Pfarrkirche war, der Bestattung verstorbener Gemeindemitglieder. Diese Nutzung wurde auch nach Einführung der Reformation beibehalten, und auch, als die Ortenburger Marktkirche St. Laurentius als Pfarrkirche ablöste. Bis ins späte 18. Jahrhundert war Steinkirchen jener evangelische Friedhof, welcher der Stadt Passau am nächsten lag. Deshalb wurden hier nicht nur Gemeindemitglieder aus Ortenburg, sondern Evangelische aus den ganzen ostbayerischen Raum bestattet. Zu den Verstorbenen, die auf dem Friedhof  Steinkirchen ihre letzte Ruhe gefunden haben, zählt u. a. der bayerische Generalleutnant Paul von Köberle.